# Hôtel d’Albret

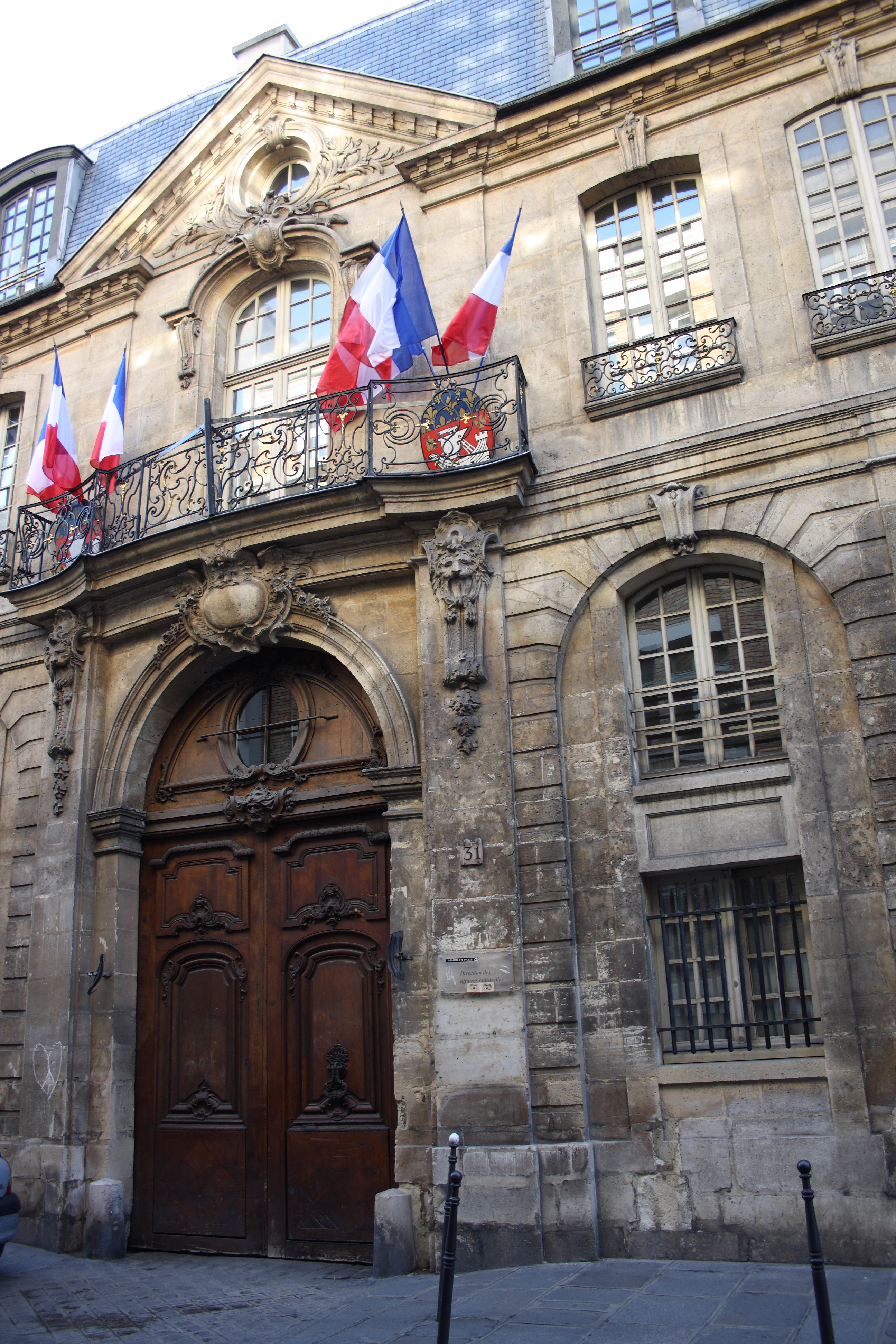
Hôtel d’Albret in Paris

Das Hôtel d’Albret ist ein Hôtel particulier im 4. Arrondissement von Paris. Das im 17. Jahrhundert erbaute Gebäude befindet sich an der Rue des Francs-Bourgeois Nr. 31. Das Hôtel d’Albret ist seit 1889 als Baudenkmal (Monument historique) geschützt.

## Geschichte
Die ältesten Teile des Hôtel d’Albret stammen aus der Zeit von 1635 bis 1650. Sie wurden möglicherweise nach Plänen des Architekten François Mansart errichtet. Der Bauherr war Gabriel de Guénégaud, Seigneur du Plessis-Belleville und hoher Würdenträger des Ancien Régime, der das Gebäude an seinen Schwiegersohn César d’Albret vererbte. Nach ihm ist das Hôtel particulier benannt, das auch irrtümlich als Hôtel Jeanne d’Albret bezeichnet wird. Die heutige Straßenfassade wurde zwischen 1740 und 1744 unter dem Besitzer Charles du Tillet von dem Architekten Jean-Baptiste Vautrin umgestaltet. Die Holzschnitzereien des Portals stammen von Jean-Baptiste Martin. Die Innengestaltung des Hôtel Jeanne d’Albret wurde im Laufe des 19. Jahrhunderts entfernt.
Die Stadt Paris kaufte 1975 das Hôtel d’Albret, in dem sich nach umfassender Renovierung nun die Büros der Direction des Affaires culturelles de la Ville befinden.

## Literatur

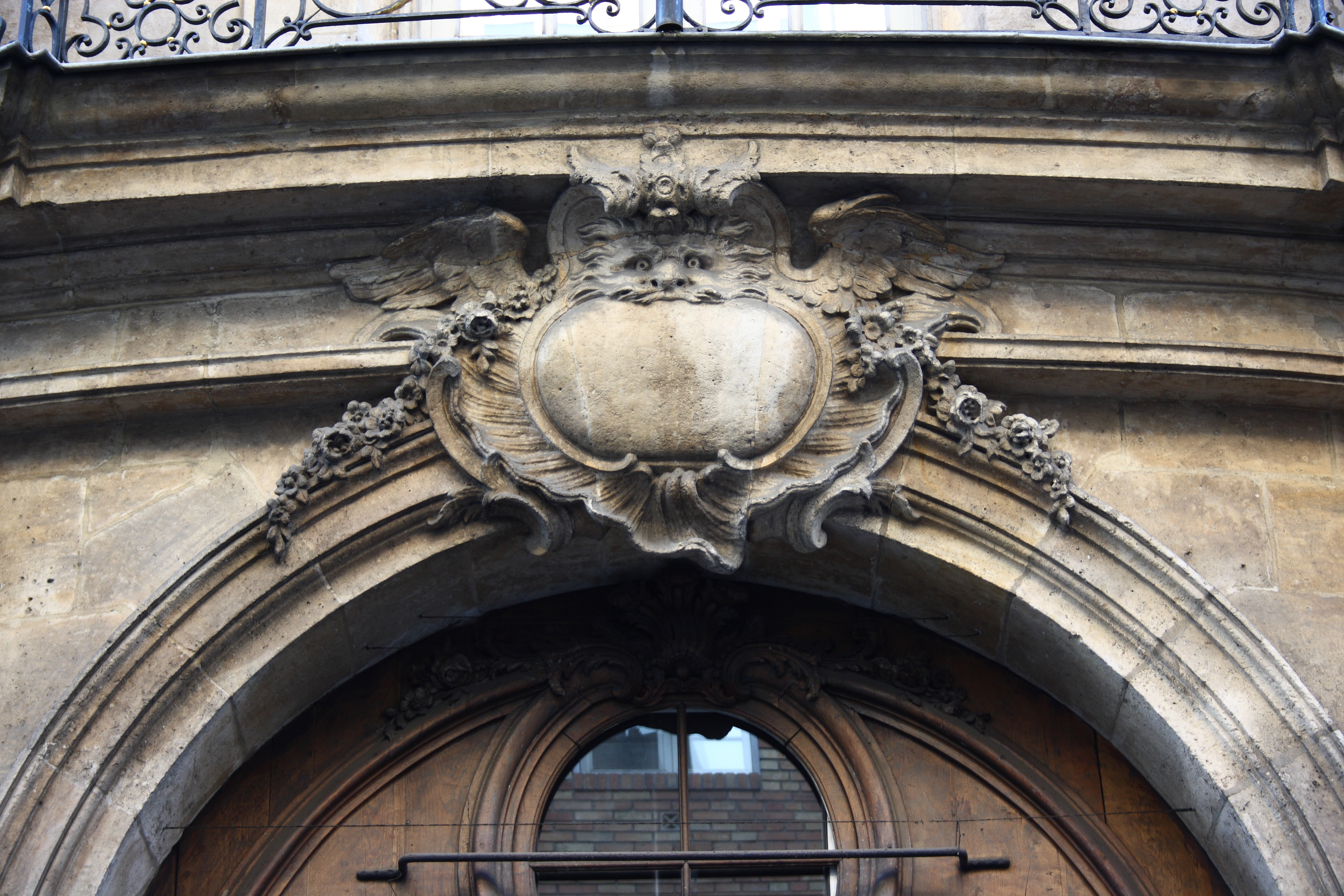
Torbogen
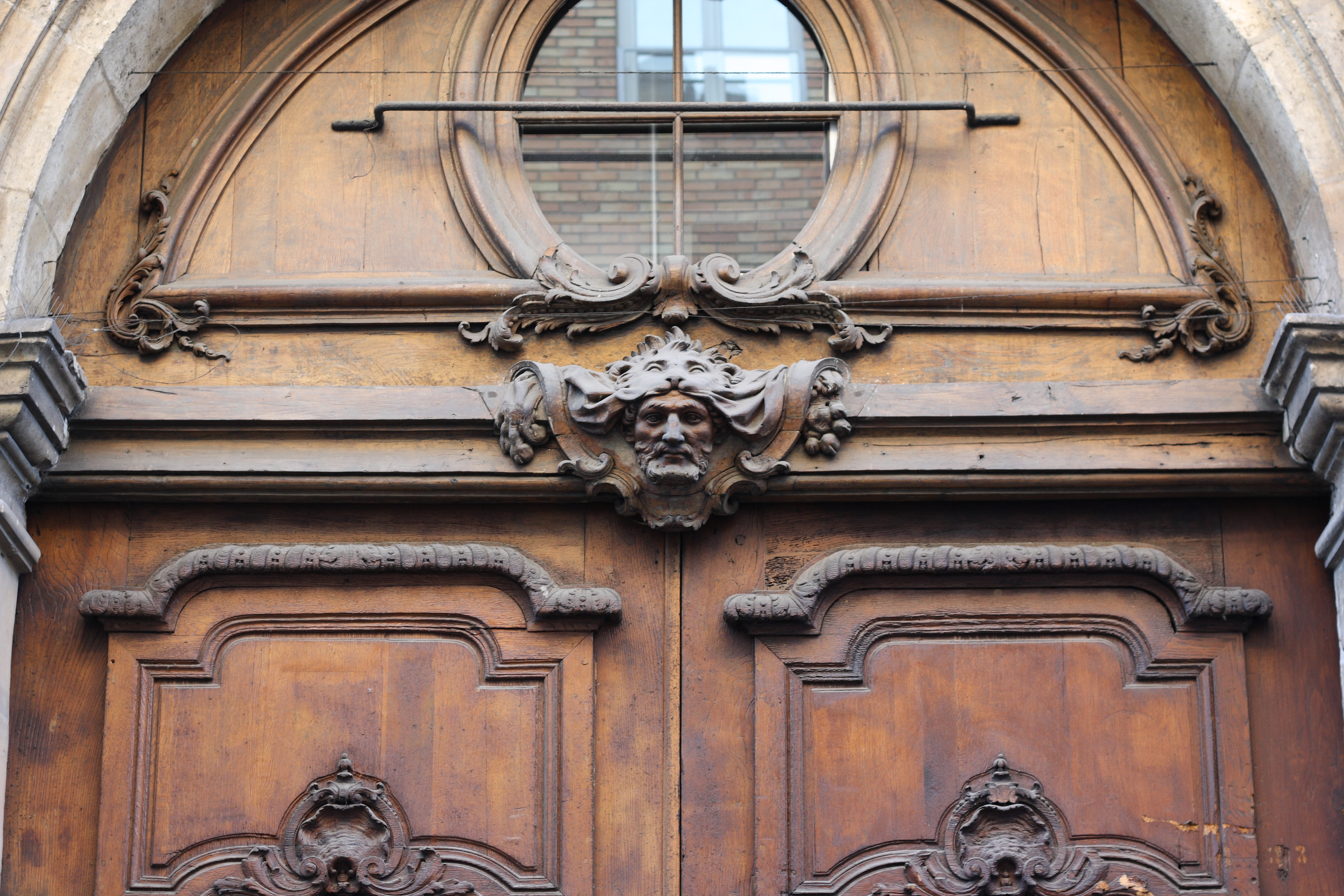
Geschnitzter Kopf des Portals
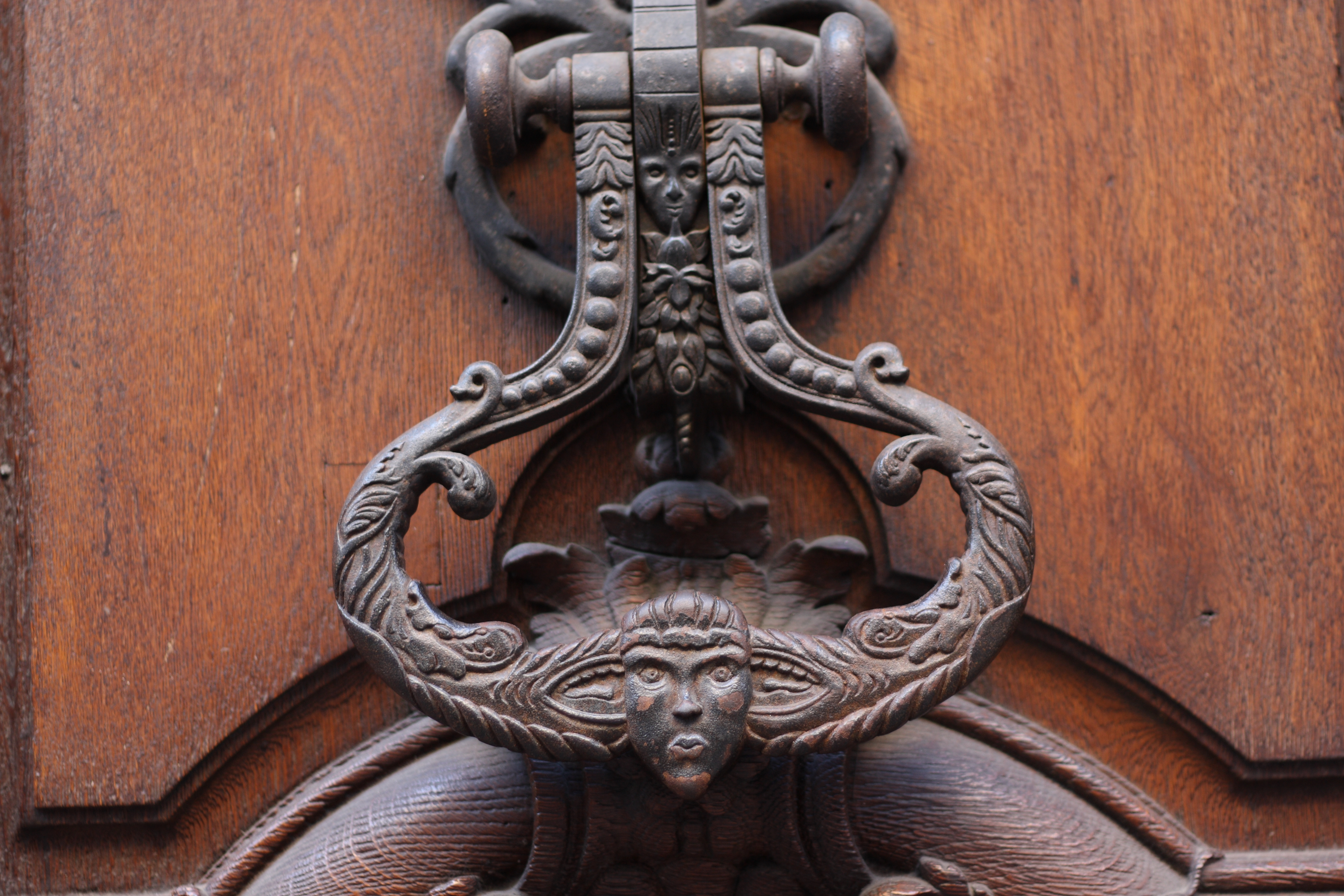
Türklopfer
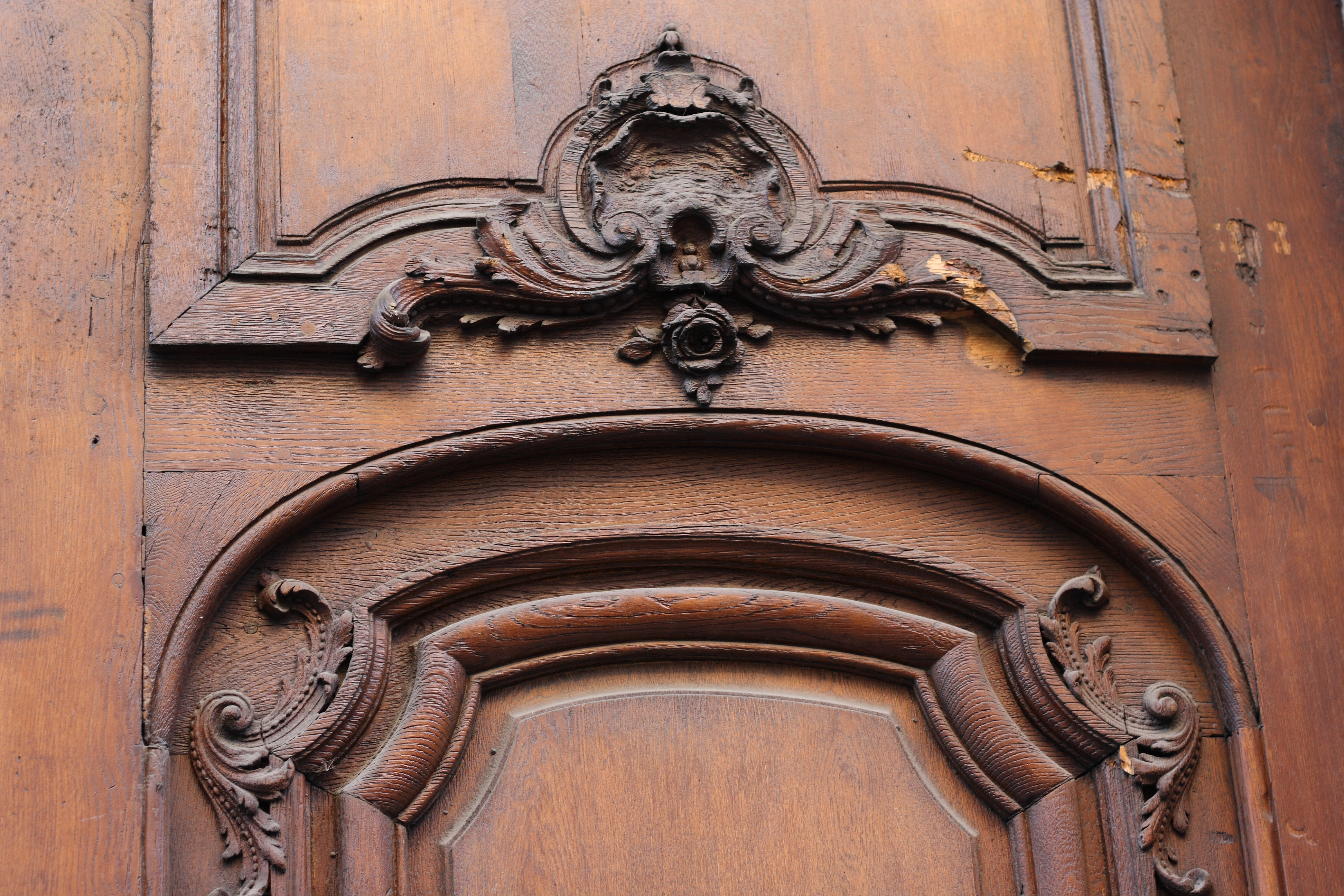
Schnitzereien am Portal